# Paranannopus abyssi
Paranannopus abyssi is een eenoogkreeftjessoort uit de familie van de Pseudotachidiidae. De wetenschappelijke naam van de soort werd in 1920 voor het eerst geldig gepubliceerd door Georg Ossian Sars.